# خوان کارلوس (زاده ۱۹۹۰)
خوان کارلوس (انگلیسی: Juan Carlos؛ زادهٔ ۳۰ مارس ۱۹۹۰) بازیکن فوتبال اهل اسپانیا است.
از باشگاه‌هایی که در آن بازی کرده‌است می‌توان به باشگاه فوتبال رئال مادرید سی، باشگاه فوتبال مالاگا، باشگاه فوتبال رئال ساراگوسا، باشگاه فوتبال رئال مادرید، باشگاه فوتبال رئال بتیس، باشگاه فوتبال رئال مادرید کاستیا، باشگاه ورزشی براگا، و باشگاه فوتبال گرانادا اشاره کرد.
وی همچنین در تیم ملی فوتبال زیر ۲۱ سال اسپانیا بازی کرده‌است.